# Donaciano de Châlons
Donaciano de Châlons (siglo IV) fue un sacerdote católico, obispo de Châlons. Es considerado como santo por la Iglesia católica y su memoria litúrgica se celebra el 7 de agosto.

## Hagiografía
Donaciano fue el segundo obispo de Châlons, en la Galia Bélgica, Imperio Romano. Sucedió a Memio en la sede de Châlons, y la tradición le atribuye haber sido su diácono, pero no hay mucha información sobre él.
Participó en el Concilio de Sárdica, del que fue signatario del documento oficial extraído de sus sesiones.

### Leyenda
La tradición afirma que Pedro el Apóstol, fue quien evangelizó la zona, ordenando a Memio como primer obispo de Châlons. Luego Memio eligió a Donaciano. Sin embargo, la leyenda situaría los hechos en el siglo I, contrariando los datos bien conocidos de que Memio murió en el 300, es decir entre los siglos III y IV.